# Emil Gregersen
Emil Gregersen (født 22. februar 1921 i Balling, Rødding Herred, død 30. november 1993 i Aarhus) var en dansk billedkunstner og modstandsmand.
Gregersen tog, som mange andre af periodens billedkunstnere oprindeligt en uddannelse som bygningsmaler, men var som billedkunstner elev af Immanuel Ibsen i perioden 1943-1944.. Inspireret heraf arbejdede Gregersen i de første år herefter med interiør- and bymotiver, men bearbejdede samtidig i en række mere ekspressive figurbilleder indtryk fra besættelsestiden.
Emil Gregersen debuterede på Kunstnernes Efterårsudstilling i 1946 og udstillede på Vrå-udstillingen fra 1957 og frem. Han var desuden medlem af Grønningen 1964-70 og derefter af Den Frie Udstilling.
Han lavede i perioden efter 1960 en række offentlige og private udsmykningsopgaver, eksempelvis farvesætningen til Musikhuset Aarhus' store sal, der dog forsvandt ved salens renovering i 2011

## Hæder og priser
- H.C.Kofoeds Legat; Bielke; Fondet for da.-norsk Samarbejde; Marie Hallands Mindelegat; Kunstforen. Kbh.; Riegenstrups Mindelegat; Ebba Celinders Legat; Van Gogh; Dronn. Ingrids romerske Fond;
- Oscar Carlsons Præmie, 1960
- Eckersberg Medaillen, 1980
- Statens Kunstfond livsvarig ydelse, 1980
- Vilh. Pachts Kunstnerlegat 1984
- Randers Malerlaugs Udmærkelse 1985;
- San Cataldo 1987
- Ole Haslunds Legat 1993.

Han er bl.a. repræsenteret i samlingerne på Statens Museum for Kunst, Vendsyssel Kunstmuseum og ARoS. Gregersen er begravet på Nordre Kirkegård i Aarhus.